# Льгов
Льгов — город областного значения в Курской области России. Расположен на берегах реки Сейм (притока Десны), в 76 км от Курска. Административный центр Льговского района. В состав административного и муниципального района не входит, образует самостоятельный городской округ). Население — 16 779 чел. (2024).
Во Льгове в данный момент остались несколько маленьких предприятий. Среди них сахарный, комбикормовый завод, молочно-консервный комбинат, завод средств автоматизации. В городе развитая социальная инфраструктура: два средних специальных учебных заведения: медицинский колледж, Курский монтажный техникум; пять средних общеобразовательных школ, шесть детских садов: Дом детского творчества, Детская школа искусств, Льговская центральная районная больница, центр социальной помощи семье и детям, гостиницы, сеть библиотек и клубных учреждений, центр культуры и досуга, ДЮСШ и стадион «Витязь».
С начала вторжения Украины в Российскую Федерацию (бои в Курской области) город находится в прифронтовой зоне.

## История
Льгов — один из древнейших городов Курского Посемья — исторической области древнего славянского племени северян. Под именем «Ольгов» город впервые упоминается в Ипатьевской летописи в 1152 году. Его название связывается с личностью черниговского князя Олега Святославича. Близость древнего Ольгова к половецким кочевьям предопределила его дальнейшую судьбу — в конце XII века он был разрушен половцами и на долгое время прекратил своё существование. В 1571 году на месте древнего Ольгова существовало укрепленное пограничное поселение южной окраины Русского государства — Городенская сторожа, отражавшее частые набеги крымских и ногайских татар. В 1630-х годах рядом с Городенской сторожей возник монастырь Димитрия Солунского, который по имени древнего города стали называть Ольговским или Льговским. С Льговским Дмитриевским монастырем связана судьба Иова Льговского — известного в XVII веке русского монаха, основателя многих монастырей, не принявшего церковные реформы патриарха Никона и ставшего одним из наиболее почитаемых распространителей старообрядчества. С 1657 по 1672 годы Иов был настоятелем Льговского монастыря.
C 20 октября (ст.ст.) 1721 года по 1 сентября (ст.ст.) 1917 года в составе Российской империи.
Льговский Дмитриевский монастырь был упразднен в 1764 году. К тому времени монастырская слобода уже стала центром торговли и ремесленного производства всей округи.
Статус города Льгов получил в 1779 году, когда при учреждении Курской губернии слобода бывшего Льговского монастыря была преобразована в уездный город Льгов. В 1780 году по указу Екатерины II Льгову «высочайше пожалован» собственный герб с изображением в зелёном поле птицы дрофы, «которых в окрестностях сего города плодится много», а в 1784 году был утвержден план генеральной застройки, особенности которой город сохранил до настоящего времени.
В конце XIX века Льгов становится важным железнодорожным узлом; через него проходят две железные дороги, соединившие в одном направлении Киев и Воронеж, в другом — Харьков и Брянск, что позволило городу быстро развить свою перерабатывающую промышленность.
С 1 сентября (ст.ст.) по 25 октября (ст.ст.) 1917 года в составе Российской республики. С 26 октября 1917 по 6 сентября 1919 город был под властью Скоропадского и Украинской Державы.
7 сентября 1919 года город взяли наступающие на Москву силы ВСЮР. Белогвардейцы разместили во Льгове полевой штаб Май-Маевского и штаб Алексеевской дивизии, которые после подхода к городу красных были перемещены в Суджу. 15 ноября 1919 года червоноказачья конница Примакова ворвалась в Льгов и выбила «цветные» части Белой Армии, а также разрушила Льговский железнодорожный узел, разорвав связь между корниловскими и дроздовскими полками. 1-й Дроздовский полк под командованием А. В. Туркула выбил из Льгова красных на короткое время, но вскоре отступил за реку  Сейм.
C декабря 1922 года Льгов в составе Российской Советской Федеративной Социалистической Республики Союза Советских Социалистических Республик.
В 1928 году Льгов стал окружным центром, объединившим территорию пяти уездов бывшей Курской губернии.
С 27 октября 1941 по 3 марта 1943 года Льгов находился в оккупации германскими войсками.
С ноября 1941 года в городе действовала молодёжная подпольная организация «Молодая гвардия». Начало подпольной организации положил машинист В. И. Грудинкин («Гром»). В группу также входили С. С. Аниканов, И. С. Романенко, Н. А. Секерин, В. И. Петров, А. Ф. Романенко, С. А. Костюченко, B. C. Шкандин, М. П. Пасько и другие. В январе 1942 года на 11 километре железной дороги «Льгов — Готня», у рабочей казармы, в неравном бою погибли 7 участников «Молодой гвардии», включая её руководителя Грудинкина, после этого «Молодую гвардию» возглавил бывший руководитель ОСОАВИАХИМа Льговского железнодорожного узла Аниканов. В селе Сугрово также действовала молодёжная подпольная группа, в неё вошли Н. Н. Токарев, М. Д. Сеин, С. М. Брусенцев, А. П. и М. Е. Литвиновы. Начали они борьбу с оккупантами самостоятельно, спилив столбы линии связи и потопив паром. Затем на сугровскую группу вышел Аниканов, и она вошла в состав «Молодой гвардии». Также стихийно образовалась, а затем вошла в состав «Молодой гвардии», подпольная группа в посёлке Шерекино. Стержнем организации стали комсомольцы железнодорожного узла (Льгов-1, Льгов-2, Льгов-3), их объединили учитель железнодорожной школы В. А. Корнюшкин и бывший секретарь комсомольской организации школы С. А. Ильяшева. Неоценимую помощь молодогвардейцам оказывала Александра Молокоедова (умерла от сыпного тифа через две недели после освобождения Льгова), устроившаяся на работу в комендатуру: многим патриотам она спасла жизнь, своевременно предупреждая об опасности; слушала по радио сводки Совинформбюро, полученные сведения потом использовались как информационный материал для листовок. Через разведчиков-радистов Н. А. Гриценко и A. M. Рябова, базировавшихся на нелегальной квартире Н. А. Малых в Коренево, льговские молодогвардейцы были связаны с разведотделами штабов Брянского и Воронежского фронтов. Главным объектом для молодогвардейцев являлся Льговский железнодорожный узел, по их донесениям советская авиация не раз наносила бомбовые удары по станциям железнодорожного узла. 10 августа 1942 года оккупанты с помощью предателей вышли на след подпольной организации, в городе было арестовано свыше 30 человек. Дело подпольной организации было выделено в разряд особо важных, и его вела военная окружная комендатура в Рыльске. 19 сентября 1942 года 22 молодогвардейца (1. С. С. Аниканов; 2. М. В. Бородина; 3. С. М. Брусенцев; 4. А. И. Галушкин; 5. Н. М. Горлова; 6. М. Д. Грудинкина; 7. П. В. Грудинкин; 8. С. А. Ильяшева; 9. В. А. Корнюшкин; 10. В. Д. Коростелёв; 11. А. П. Литвинова; 12. М. Е. Литвинова; 13. А. С. Марминов; 14. И. Д. Николаев; 15. В. П. Нифонтова; 16. А. А. Обыденных; 17. З. П. Обыденных; 18. Н. Е. Погребняк; 19. М. Д. Сеин; 20. Н. Н. Токарев; 21. Н. Т. Федулов; 22. Н. Я. Чефранов) после пыток были расстреляны в рыльской тюрьме (указом Президиума Верховного Совета СССР от 10 мая 1965 года посмертно награждены орденами Отечественной войны, 19 сентября 1992 года во Льгове им установлен памятник). Вместе с молодогвардейцами в рыльской тюрьме были расстреляны ещё 28 жителей Льгова.
3 марта 1943 года освобождён от гитлеровских германских войск советскими войсками Воронежского фронта в ходе Харьковской операции 2.02.-3.03.1943 года:
- 60-й армии в составе: 129-й стрелковой бригады (подполковник Васильев, Александр Алексеевич), 8-й инженерной бригады (полковник Ментюков, Николай Фёдорович); 150-й отдельной танковой бригады (подполковник Сафронов, Иван Васильевич)[8].

В 1954 году в черту города вошли близлежащие поселки, в том числе пристанционные (Льгов-1, Льгов-2, Льгов-3). В 1963 году Льгов получил статус города областного подчинения.
В настоящее время Льгов — муниципальное образование в составе Курской области. Орган законодательной власти — городской Совет, исполнительной — Администрация города. Во Льгове находятся органы местного самоуправления Муниципального образования «Льговский район». Издаются две газеты: «Курьер» и «Льговские новости».

## Население
| 1856    | 1897    | 1913    | 1923    | 1931    | 1939    | 1959    | 1967    | 1970    | 1979    | 1989    | 1992    |
| ------- | ------- | ------- | ------- | ------- | ------- | ------- | ------- | ------- | ------- | ------- | ------- |
| 3000    | ↗4300   | ↗4900   | ↗5034   | ↗8400   | ↘7732   | ↗21 328 | ↗26 000 | ↘25 110 | ↗26 523 | ↘25 643 | ↘25 500 |
| 1996    | 1998    | 2000    | 2001    | 2002    | 2003    | 2005    | 2006    | 2007    | 2008    | 2009    | 2010    |
| ↘25 100 | ↘24 500 | ↘24 000 | ↘23 700 | ↗23 783 | ↗23 800 | ↘22 900 | ↘22 600 | ↘21 844 | ↘21 800 | ↘21 634 | ↘21 453 |
| 2011    | 2012    | 2013    | 2014    | 2015    | 2016    | 2017    | 2018    | 2019    | 2020    | 2021    | 2023    |
| ↗21 500 | ↘20 951 | ↘20 579 | ↘20 246 | ↘19 905 | ↘19 533 | ↘19 176 | ↘18 774 | ↘18 435 | ↘18 145 | ↘17 557 | ↘17 041 |
| 2024    |         |         |         |         |         |         |         |         |         |         |         |
| ↘16 779 |         |         |         |         |         |         |         |         |         |         |         |

На 1 января 2025 года по численности населения город находился на 733-м месте из 1124 городов Российской Федерации.
Национальный состав
По итогам переписи населения 2020 года проживали следующие национальности (национальности менее 0,1 % и другое, см. в сноске к строке «Другие»):
| Национальность | Численность, чел. | Доля     |
| -------------- | ----------------- | -------- |
| Русские        | 16 381            | 93,30 %  |
| Украинцы       | 70                | 0,40 %   |
| Узбеки         | 39                | 0,22 %   |
| Армяне         | 27                | 0,15 %   |
| Другие         | 1040              | 5,93 %   |
| Итого          | 17 557            | 100,00 % |

## Экономика
- сахарный завод (сгорел)
- завод «Электрощит»
- арматурный завод (разорён)
- кирпичный завод (разорён)
- завод железобетонных изделий (разорён). Льговская автоколонна 1779 (разорена).
- завод автоспецоборудования (разорён) (работает пилорама), завод по созанию силовых агрегатов, Шч (разорено)
- винодельческий завод (разорён, ликвидирован в 2006 году)
- молочно-консервный комбинат
- мясокомбинат (разорён)
- учреждение ФКУ ИК-3 УФСИН России по Курской области, специализируется на производстве штампованных и сварных изделий
- фабрика «Швея» (не работает, ликвидирована в 2001 году)
- хлебозавод

В 2008 г. в городе было отгружено товаров собственного производства, выполнено работ и услуг на 1,072 млрд руб.

## Транспорт

### Железнодорожное сообщение
Льгов связан железной дорогой с Курском, Брянском, Орлом, Москвой. Основная железнодорожная станция — Льгов-1-Киевский, кроме неё в черте города расположены станции Льгов-2 (Льгов-Сортировочный) и Шерекино.

### Автобусное сообщение
Автобусы, которые следуют от Автостанции г. Льгов:
- Льгов — Надеждовка;
- Льгов — Банищи;
- Льгов — Ольшанка;
- Льгов — Конышевка;
- Льгов — Кудинцево;
- Льгов — Речица;
- Льгов — Борисовка;
- Льгов — Фитиж;
- Льгов — Ц. Бобрик.

Автобусы, которые следуют от Автостанции Льгов-1:
- Льгов — Москва;
- Курск — Могилёв(отменён);
- Курск — Сумы(отменён);
- Брянск — Льгов — Белгород;
- Льгов — Курск;
- Курск — Рыльск;
- Курск — Коренево;
- Курск — Конышёвка;
- Курск — Глушково;
- Курск — Тёткино(отменён);
- Курск — Калиновка;
- Льгов — Рыльск;
- Льгов — Коренево;
- Льгов — Суджа(отменён)
- Льгов — Курчатов ;
- Льгов — Марьино (отправляется с перрона ж/д. вокзала — станции Льгов-1-Киевский).
- Льгов — Железногорск (через Конышёвку) (отменён)

Автобусы, которые не заходят на Автостанцию Льгов-1:
- Курск — Козино;
- Курск — Локоть.

### Городской общественный транспорт
Маршрутные такси:
- № 1 Центр — Вокзал Льгов-1 (по ул. Калинина);
- № 2 Центр — Вокзал Льгов-2 — Ж/Д Больница;
- № 3 Центр — Вокзал Льгов-1 (по ул.40-лет Октября);
- № 4 Центр — мкр. Нижние Деревеньки;
- № 5 Центр — Вокзал Льгов-1 — Сахарный завод (по ул.40 лет Октября);
- № 6 Центр — Вокзал Льгов-1 — с. Фитиж;
- № 7 Центр — Вокзал Льгов-1 — Плодосовхоз;
- № 8 Центр — д. Шерекино;
- № 9 Центр — станция Шерекино;
- № 10 Центр — с. Городенск;
- № 11 Центр — с. Кудинцево;
- № 12 Центр — Вокзал Льгов-2 — Артаково.

## Достопримечательности
Имеются пять музеев:
- краеведческий (Красная пл., 20),
- литературно-мемориальный музей поэта Н. Н. Асеева (ул. Советская, 77/7),
- литературно-мемориальный писателя А. П. Гайдара (ул. К.Либкнехта, 31),
- музей спорта (ул. Карла Маркса, 28 «а»)
- музей Гостевого Дома Льгов (ул. Советская, 10) с картинной галереей. В галерее регулярно проводятся выставки курских художников. Дом, в котором жил писатель В. В. Овечкин во время создания цикла очерков «Районные будни».

Среди его архитектурных достопримечательностей — усадьба князей Барятинских, в составе которой беседка в псевдоготическом стиле, построенная генерал-фельдмаршалом князем А. И. Барятинским — покорителем Кавказа, пленившим в 1859 году грозного предводителя горцев имама Шамиля, так называемая «Башня Шамиля». Согласно местной легенде, имам Шамиль по пути в Мекку гостил несколько дней в имении князя Барятинского и в этой башне по утрам и вечерам совершал намазы (молился).
Сохранились здания бывшей Земской и городской Управ, бывшего тюремного замка, дом камергера Двора Его Императорского Величества П. П. Стремоухова, фасад памятника промышленной архитектуры — комплекса зданий винодельческого завода.
Во Льгове три действующие храма: Николаевская церковь, построенная в 1910 году, иконостас которой изготовлен по эскизам известного художника Н. Д. Бартрама кустарями его Семеновской мастерской; Успенская церковь (1839 год) и старообрядческая церковь Димитрия Солунского (1906 год).
Льгов расположен в живописной местности по обоим берегам реки Сейм. Площадь города 3746,7 га, в нём более 130 улиц и переулков, протяженность дорог 103 км, из них 59,3 км имеют асфальтобетонное покрытие. В черту города входит памятник природы — парк вековых дубов и ясеней, посаженных в начале XIX века.
Памятники: В. И. Ленину; уроженцам г. Льгова: Н. Н. Асееву и А. П. Гайдару; Льговским молодогвардейцам, командиру АПЛ К-8 Герою Советского Союза капитану 2-го ранга Бессонову В. Б.; воинам-землякам, погибшим в локальных военных конфликтах (Афганистан, Таджикистан, Чечня); воинам Красной Армии и мирным жителям, погибшим при освобождении г. Льгова в марте 1943 года; старинные кирпичные здания, постройки конца XIX — начала XX вв. (в том числе купеческие дома и лавки, дом служащих Северо-Донецкой ж/д, построенный в 1910 году и прозванный местными жителями «Титаником» и др.).

## В искусстве
Льговом вдохновлён поэтический цикл Николая Асеева «Курские края», рассказ «Городок» писателя Вадима Сафонова. На льговском материале написаны очерки Валентина Овечкина «Районные будни», многие стихи и поэтическая книга «О мальчике Женьке из села Нижние Деревеньки» Дмитрия Ковалёва. Одним из основных источников по истории края является книга потомственного краеведа М. С. Лагутича «Льговские истории», переработанная и переизданная к 855-летию города под наименованием «Провинциальная хроника. Льгов в истории Курского края». Литературные источники о Льгове собраны в Библиотеке неофициального ресурса города Льгова. Архивировано из оригинала 5 октября 2013 года.. Город и его живописные окрестности изображены на полотнах Евгения Волобуева, Александра Горбачёва, Дмитрия Разина, Эдуарда Шеполухина и других художников.
У И. С. Тургенева в «Записках охотника» есть рассказ «Льгов», который посвящен одноимённому селу в Орловской области.